# Masal
Masal este un oraș din Iran.